# Akira Yoshino
Akira Yoshino (吉野 彰 Yoshino Akira, født 30. januar 1948) er en japansk kemiker. Han er fellow i Asahi Kasei Corporation og professor på Meijo University i Nagoya. Han fremstillede det første sikre, produktions-bæredygtige lithium-ion-batterier som siden har fundet vigtige anvendelser i bl.a. mobiltelefoner og bærbare computere. Yoshino modtog nobelprisen i kemi i 2019 sammen med M. Stanley Whittingham og John B. Goodenough for deres arbejde med udviklingen af Li-ion-batteriet.